# Culicoides mesghalii
Culicoides mesghalii är en tvåvingeart som beskrevs av Naval 1973. Culicoides mesghalii ingår i släktet Culicoides och familjen svidknott. Inga underarter finns listade i Catalogue of Life.